# Arrondissement Marmelade

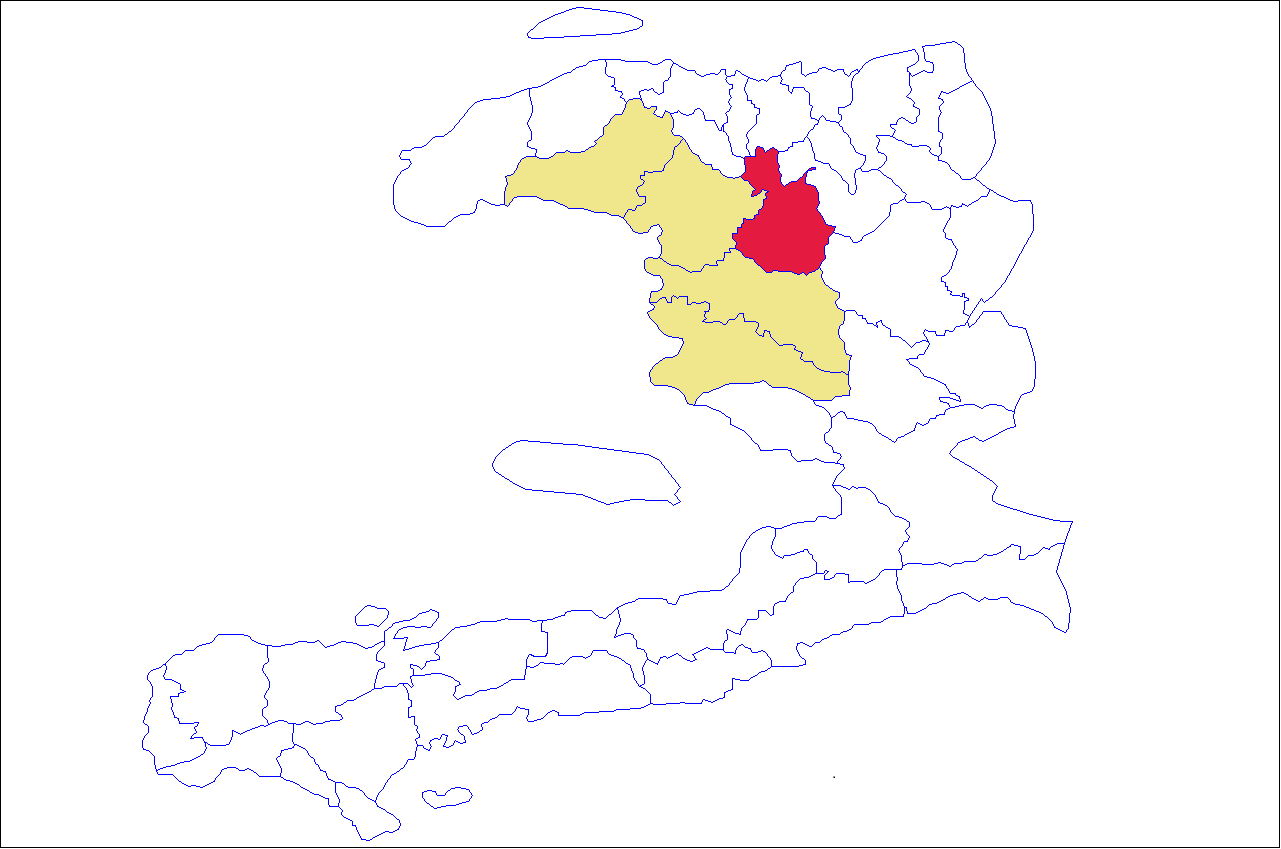
Lage des Arrondissement Marmelade in Haiti und im Département Artibonite

Das Arrondissement Marmelade ist eine der fünf Verwaltungseinheiten des Département Artibonite, Haiti. Hauptort ist die Stadt Marmelade.

## Lage und Beschreibung
Das Arrondissement grenzt im Norden an die Arrondissements Limbé und Acul-du-Nord, im Nordwesten an das Arrondissement Plaisance, im Süden an das Arrondissement Dessalines, im Osten das Arrondissement Saint-Raphaël, im Südosten an das Arrondissement Hinche und im Westen an das Arrondissement Gonaïves. 
In dem Arrondissement gibt es die beiden Gemeinden
- Saint-Michel-de-l’Atalaye (rund 95.000 Einwohner)
- Marmelade (rund 38.000 Einwohner)

Das Arrondissement hat rund 140.000 Einwohner (Stand: 2015).